# I Live My Life for You
"I Live My Life for You"는 미국의 록 밴드 파이어하우스가 발표한 일곱 번째 싱글이다. 이 곡은 세 번째 음반 3의 열 번째이자 마지막 곡이다. 파워 발라드인 이 곡은 빌보드 핫 100에서 26위, 어덜트 컨템포러리 차트에서 20위를 차지했다. 이 곡은 1980년대 스타일의 글램 메탈 밴드가 발표한 곡 중 차트에서 중요한 영향을 미친 마지막 곡으로 평가받는데, 이 장르가 그런지 운동으로 인해 주류에서 밀려난 지 3년 후인 1995년에 발매되었다는 점에서 주목할 만하다. 이 곡은 기타리스트 빌 레버티와 보컬 C. J. 스네어가 작곡했다.
한 인터뷰에서 이 곡의 성공에 대해 질문을 받았을 때, 스네어는 "우리가 많은 사람들을 놀라게 했다. 왜냐하면 우리가 기억하는 한 그 장르의 유일한 밴드였고, 시애틀 신이 한창일 때 톱 20 히트곡을 냈기 때문이다"라고 말했다.

## 차트
| 차트 (1995)                         | 순위 |
| ----------------------------------- | ---- |
| 미국 빌보드 핫 100                  | 26   |
| 미국 어덜트 컨템포러리 (《빌보드》) | 20   |
| 미국 팝 송 (《빌보드》)             | 14   |

### 연말 차트
| 연말 차트 (1995)   | 순위 |
| ------------------ | ---- |
| 미국 빌보드 핫 100 | 91   |